# Eligio Almeida
Eligio Alves de Almeida, mais conhecido como Eligio Almeida (Bacabal, 17 de junho de 1956) é um médico e político brasileiro. Filiado ao PPS, foi vereador (1993–2003) e deputado estadual (2003–2007).

## Carreira política
Começou sua carreira política em 1992 ao ser eleito vereador de sua cidade natal Bacabal pelo PDS, sendo reeleito em 1996 e 2000 pelo PPB.
Foi eleito deputado estadual pelo PPB em 2002. 
Na campanha de 2002, o PPB oficializou o apoio à candidatura de Jackson Lago, integrando sua coligação que reunia sete partidos. Contrariando a decisão do PPB, Eligio decide fazer dobradinhas com o governador José Reinaldo Tavares. Conseguiu ser eleito deputado estadual à época pelo PPB. 

## Família na política

### Juarez Alves de Almeida; irmão
Juarez Almeida foi prefeito de Bacabal entre 1977 a 1983. Candidatou-se a prefeito de Bacabal em 1976 ainda na ARENA. Enfrentou Jackson Lago (MDB) na eleição direta de 1976. Não havia segundo turno e foi eleito Juarez Almeida. Completou seu mandato até 1983.